# Nematopodius debilis
Nematopodius debilis ist eine Schlupfwespe aus der Tribus Cryptini innerhalb der Unterfamilie der Cryptinae. Die Art wurde von dem Entomologen und Forstwissenschaftler Julius Theodor Christian Ratzeburg im Jahr 1852 als Mesostenus debilis erstbeschrieben. Der lateinische Artname debilis bedeutet „schwach“, „gebrechlich“.

## Merkmale
Die Schlupfwespen sind etwa 7 mm lang. Die Art weist eine variable Färbung auf. Der Körper ist überwiegend schwarz gefärbt. Der Thorax und die Gastertergite sind teilweise rotbraun gefärbt. Insbesondere die Mesopleuren (seitlich sitzende Sklerite) sind weitgehend rotbraun gefärbt. Die Facettenaugen weisen einen breiten weißlich gelben Randstreifen auf, der die Augen fast vollständig umschließt. Das Gesicht unterhalb der Fühlereinlenkungen sowie die Palpen sind weißlich gelb. Die fadenförmigen Fühler besitzen etwa 27 Geißelglieder. Unweit der Fühlerspitze befindet sich gewöhnlich ein schmales helles Band. Die Hinterleibssegmente sind ventral weißlich gelb. Die Weibchen weisen am Hinterleibsende einen kurzen gerade nach hinten gerichteten Ovipositor (Legebohrer) auf. Die vorderen und mittleren Coxae und Trochanteren sind weißlich gelb. Die vorderen und mittleren Femora, Tibien und Tarsen sind gelbrot. Die hinteren Coxae sind weißlich gelb mit schwarzen Längsflecken auf der Außenseite sowie einer dunklen Fläche auf der Innenseite. Die hinteren Trochanteren sind dunkelbraun. Die hinteren Femora und Tibien sind meist verdunkelt. Die hinteren Tarsen sind dunkelbraun. Die Vorderflügel weisen ein relativ schmales dunkelbraunes Pterostigma sowie ein kleines fünfseitiges Areolet (kleine geschlossene Zelle) auf, wobei die äußere begrenzende Vene eine „Bulla“ aufweist. Bullae sind aus flexiblem Chitin bestehende Stellen, an denen Beugungslinien der Flügel Flügeladern kreuzen. 
Von der verwandten Art Nematopodius formosus kann man Nematopodius debilis anhand der Aderung der Hinterflügel (Flügelader Cu1 etwa gleich lang wie cu-a) und des Fehlens eines weißlich gelben dorsolateralen Randstrichs am Pronotum unterscheiden.

## Verbreitung
Nematopodius debilis kommt in der westlichen Paläarktis vor und ist dort eine von drei Arten der Gattung Nematopodius. Im Norden reicht das Vorkommen bis nach England, Dänemark, Schweden und Finnland. In Mitteleuropa erstreckt sich das Vorkommen von Frankreich und Benelux über Deutschland, Österreich, Ungarn, Polen und Rumänien bis in die Ukraine (Erstfund 2011). Ferner wurde auf Honschu (Japan) eine Population gefunden, die sich äußerlich leicht von der in Europa unterscheidet, aber bisher als innerartliche Variation angesehen wird. Bei den in Japan gefundenen Schlupfwespen fehlt die weiße Fühlerbinde. Außerdem sind die Mesopleuren dorsal schwarz, während die der europäischen Exemplare gewöhnlich weitgehend rotbraun gefärbt sind.

## Bilder

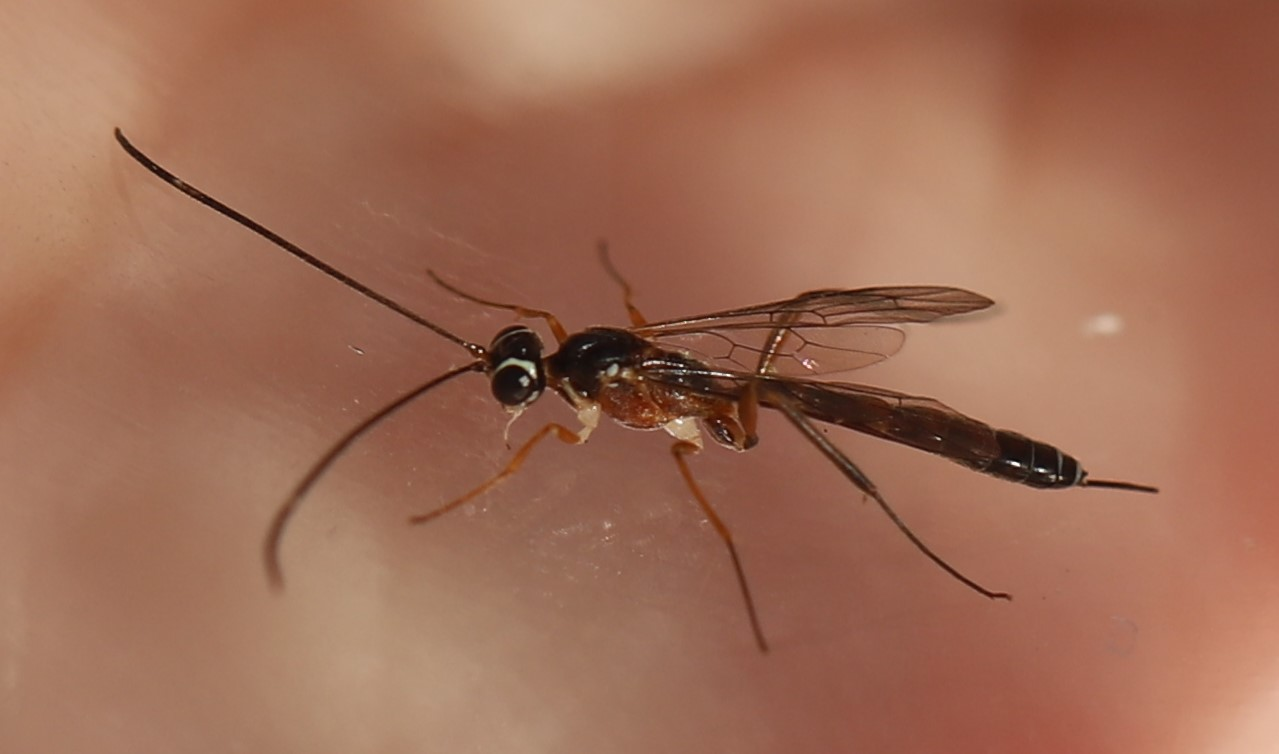
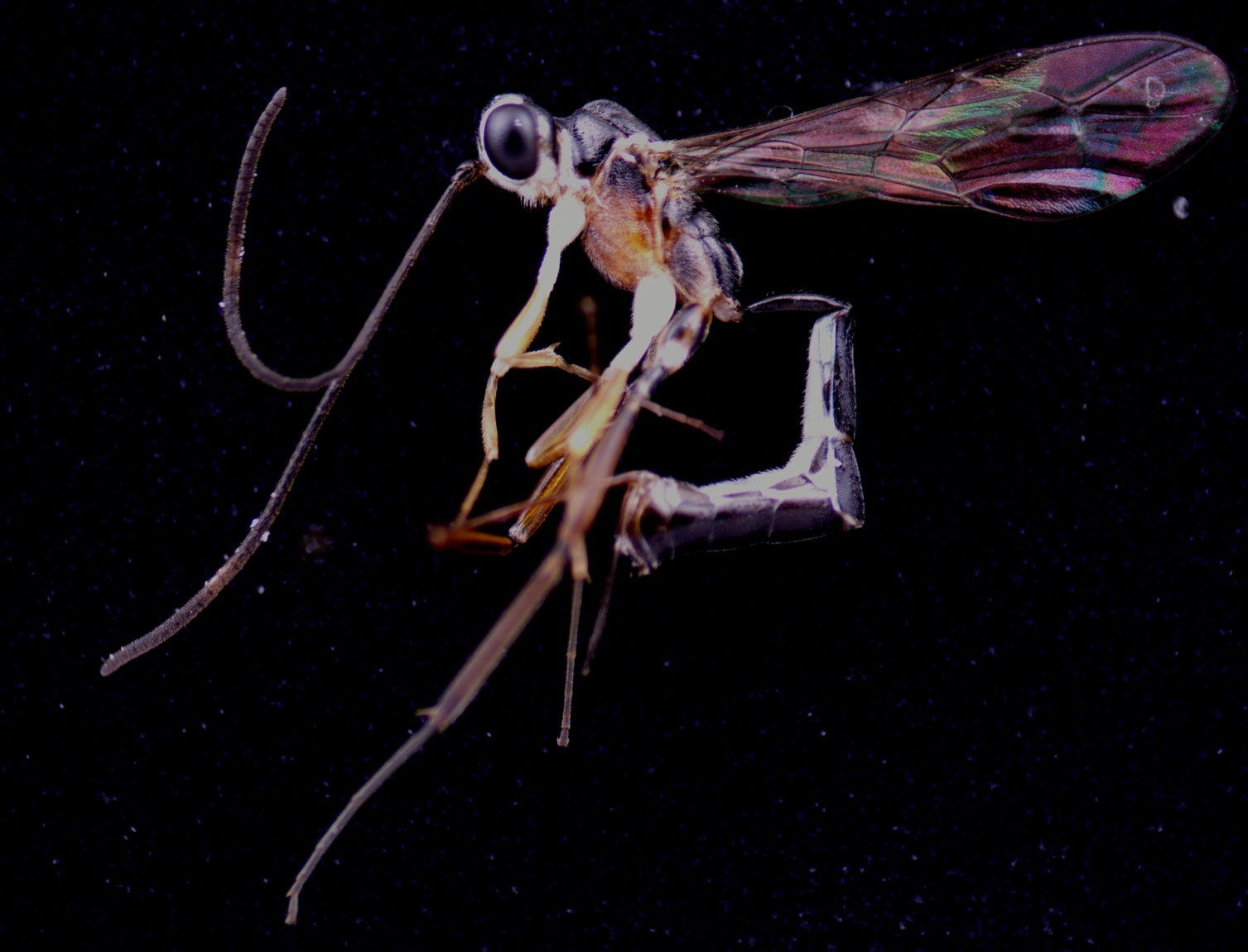
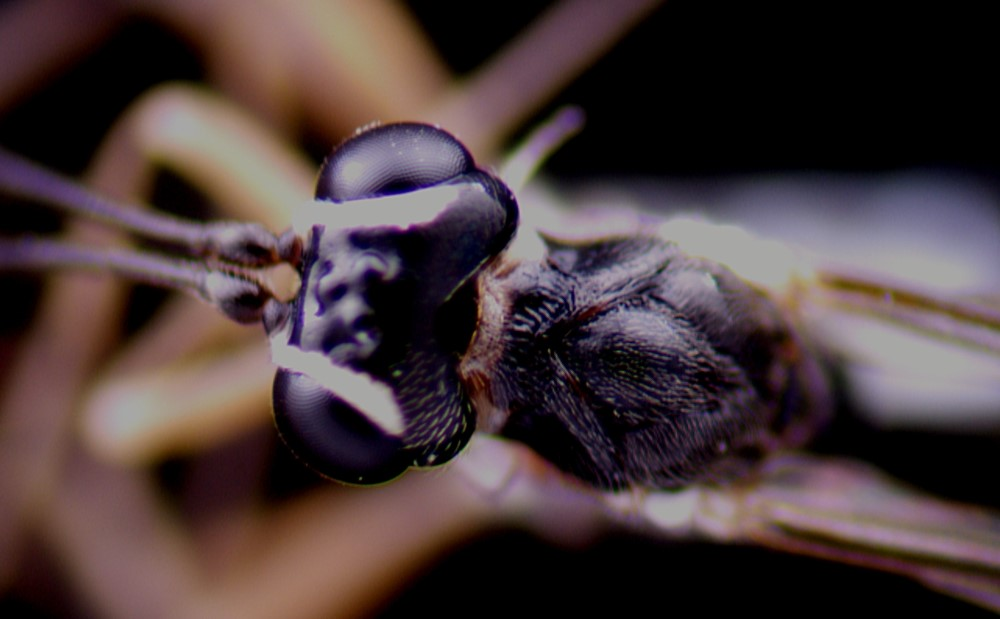
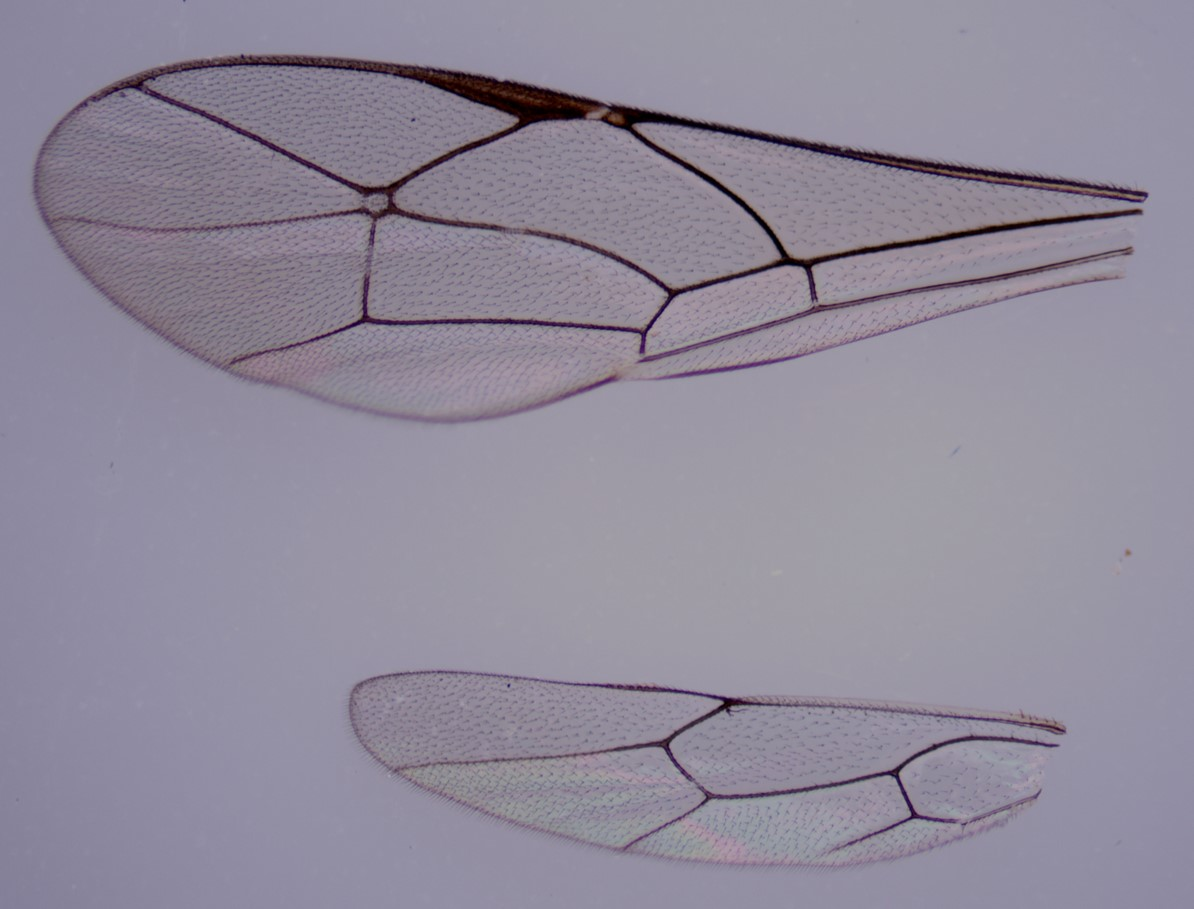

## Lebensweise
Nematopodius debilis ist ein Ektoparasitoid verschiedener Arten der Gattung Trypoxylon aus der Grabwespen-Familie Crabronidae. Es werden u. a. die Töpfergrabwespe (Trypoxylon figulus), Trypoxylon clavicerum und Trypoxylon minus parasitiert. Die Grabwespen legen ihre mehrzelligen Nester in verlassenen Bohrgängen im Holz (beispielsweise in gefällten Kiefernstämmen) oder in hohlen Stängeln an und verproviantieren ihre Brut mit erbeuteten kleineren Spinnen. Die Schlupfwespen beobachtet man gewöhnlich von Juni bis August. Sie sind meist auf der Vegetation nahe der Wirtsnester gemeinsam mit den adulten Grabwespen anzutreffen. Die weibliche Schlupfwespe platziert in einem günstigen Moment mit ihrem Legebohrer ein Ei in das Wespennest, bevor dieses mit Lehm verschlossen wird. Die geschlüpfte Schlupfwespen-Larve parasitiert eine oder mehrere Wirtslarven und kann dabei mit weiteren Parasitoiden in Konkurrenz stehen.